# 東京スケッチ
『東京スケッチ』（とうきょうスケッチ）は、2021年9月8日からABEMAで配信したバラエティ番組。

## 概要
2021年に上京してきたお笑いコンビ「見取り図」が未知なる東京カルチャーとふれあい、ディープでドープな仲間の輪を広げていくバラエティ番組。
後述の批判を受け、9月22日配信の第3回をもって休止。その後、公式Twitterが削除され、11月17日から同時間帯で『シャッフルアイランド』が開始されるなど事実上の打ち切り状態となっていた。同年12月8日より時間枠を水曜23時に移動させ、新番組『見取り図エール』が開始される。

## 内容
日曜23時に時間枠移動した『チャンスの時間』の後番組としてスタートし、主要スタッフは『チャンスの時間』同一スタッフにより手掛けられている。ABEMAの2021年秋の改編企画『笑撃-ショーゲキ- ラインナップ 365日バラエティ新作大解放』のひとつとして数えられていた。
番組名にコンビ名そのものは入っていないが冠番組として紹介されることがあり、これは「スケッチ」に「見取り図」の意味が内包されているため。番組名にはこのほかリリーが美術教員免許を持っている意図も含まれていた。

## 出演者

### レギュラー
- 見取り図（盛山晋太郎、リリー）

## 主な企画
東京知っとかないとバスツアー
東京の芸能界における「抑えておくべき名所」を巡るバスツアー。ガイドはABEMAアナウンサーの瀧山あかね。
トーキョー留守宅探訪
東京に住む誰かの家を留守中、勝手に探索する。

## 批判
2021年9月22日配信回「トーキョー留守宅探訪」において、「東京で働く面識のない女性の部屋を覗いてみる」という趣旨で留守中の一般女性宅を見取り図の2人が訪問し、出演者が洗濯機の中から取り出した家主の下着を自身のポケットへ一時的にしまったり、放送直前にもTwitterにおいて、「今日の東京スケッチは一般女性の留守宅へガチ侵入をする、ほぼ空き巣企画です。是非!」と告知したため、SNSにおいて、批判や疑問の声があがった。ABEMAの広報担当は同月24日にJ-CASTニュースの取材に回答し、出演者や家主など、本企画の関係者には事前に番組趣旨を説明し許可を得た上で、制作や放送をしているとし、「視聴者のみなさまからいただいたご意見、コメントはすべて目を通しており、今後の番組づくりに活かしてまいります」とのコメントを出している。
2021年9月29日、ABEMAはこれらの批判を受けて番組内容をリニューアルすることを発表した。それに伴い、同日に配信を予定していた4回目の配信については休止することを公式サイトにて明らかにした。

## スタッフ
- ナレーション：トビー上原
- 構成：大井洋一、清山智之、今井健太、永井ふわふわ、宮森かわら
- タイトルロゴ：榛葉大介
- 音響効果：伏見直樹（NAP）
- 美術協力：ジーケンアート
- 技術協力：港家
- 編集・MA：ジーリンクスタジオ
- AP：田辺夏子、加藤彩華
- ディレクター：甲斐絢子、石丸達也、中村優一郎
- チーフディレクター：馬庭広明
- プロデューサー：美濃部遥香
- ゼネラルプロデューサー：宮本博行
- 演出：斉藤崇
- 製作協力：シオプロ
- 製作著作：ABEMA